# Arróniz
Arróniz (em castelhano) ou Arroitz (em basco) é um município da Espanha na província e comunidade autónoma de Navarra. Tem 55,21 km² de área e em 2021 tinha 1 049 habitantes (densidade: 19 hab./km²).

## Demografia
| Variação demográfica do município entre 1991 e 2004 | Variação demográfica do município entre 1991 e 2004 | Variação demográfica do município entre 1991 e 2004 | Variação demográfica do município entre 1991 e 2004 |
| --------------------------------------------------- | --------------------------------------------------- | --------------------------------------------------- | --------------------------------------------------- |
| 1991                                                | 1996                                                | 2001                                                | 2004                                                |
| 1234                                                | 1212                                                | 1130                                                | 1156                                                |